# Dynasty Warriors 7
Dynasty Warriors 7, connu au Japon sous le titre Shin Sangoku Musou 6 (真・三國無双6, Shin Sangoku Musō Shikkuzu), est un jeu vidéo de type hack 'n' slash édité par Koei et développé par Omega Force. Le jeu est disponible depuis début 2011 sur PlayStation 3 et Xbox 360 et depuis le 9 mars 2012 sur PC (japonais uniquement). Le jeu dispose d'une version PSP nommée Dynasty Warriors 7: Special et d'un spin-off : Dynasty Warriors 7: Xtreme Legends prévu pour 2011 au Japon.

## Histoire
Dynasty Warriors 7 se déroule dans la Chine ancienne à l'époque de l'ère des Trois Royaumes. Le jeu commence à la chute de la dynastie Han, peu après la mort de l'empereur Ling, lorsque le chef de la Voie de la Paix, Zhang Jiao, mène un soulèvement contre l'Empire, et se termine par l'unification de la Chine par la Dynastie Jin en l'an 280. Le jeu s'inspire librement de l'Histoire des Trois Royaumes de Luo Guanzhong.
Dynasty Warriors 7 réforme profondément le classique « Mode Musou » de la série de le remplace avec le Mode Histoire, où l'on ne nous propose plus d'incarner un personnage d'un royaume au choix pour suivre un plan de batailles commun à tous les personnages mais de directement sélectionner un de ces Royaumes pour suivre son histoire, avec ses moments et personnages clés. Le jeu propose un mode histoire fortement scénarisé qui permute séquences de gameplay et cinématiques, et met l'accent sur la psychologie des personnages afin de permettre au joueur de mieux les estimer et de comprendre leurs rêves et motivations à poursuivre la guerre et la souffrance qu'elle engendre. Le côté très cinématographié du jeu ne permet plus au joueur de choisir dès le départ le personnage qu'il veut jouer dans le mode histoire, mais il permet de donner une réelle profondeur psychologique aux personnages au cœur de l'histoire, allant même jusqu'à les faire mourir aux dates/lieux fidèles à celles historiques, donnant à ce Mode Histoire une dimension dramatique un véritable cachet d'une œuvre cinématographique.
Dynasty Warriors 7 est également le premier de la série a introduire la Dynastie Jin en plus des trois royaumes déjà présents, à savoir celui de Shu, de Wu, et de Wei. Il est donc l'opus de la série qui, historiquement, va le plus loin dans l'histoire de la Chine.

## Système de jeu
Dynasty Warriors 7 opère un retour aux sources de la saga après la tentative de renouveau imposée par le 6e opus. Le jeu a été conçu et développé d'après les bases de Dynasty Warriors 5, ce qui occasionne le retour du système de combos traditionnels de la série à base d’enchaînements de coups normaux et de coups chargés qui a fait la renommée de la série, tout en le peaufinant et en le perfectionnant de façon à le rendre le gameplay encore plus complet et jouissif ; les attaques simples comme spéciales se veulent dorénavant encore plus impressionnantes qu'auparavant et touchent encore plus de soldats aux alentours, garantissant un fun immédiat dès les premières minutes de jeu contrairement aux anciens Dynasty Warriors où une certaine progression devait être atteinte avant de ressentir réellement toutes les possibilités du gameplay.
Chaque personnage se voit attribuer deux armes (système hérité des opus Strikeforce) qu'il peut intervertir à tout moment du jeu, favorisant l'exécution de combos. Tous les personnages ont leur arme favorite, dite Arme « EX », avec laquelle le personnage en question peut lancer son attaque spéciale et unique, l'Attaque EX, seulement avec cette arme. Chaque personnage du jeu possède un niveau de compatibilité avec les armes du jeu, allant de une étoile (maîtrise médiocre) à trois étoiles (maîtrise parfaite). Plus le niveau de compatibilité est élevé, mieux le personnage saura tirer profit de certaines capacités spéciales de l'arme en question, par exemple ; la possibilité de faire un double saut ou d'augmenter le taux de dommages infligés aux ennemis.
La progression du personnage se fait à l'aide de Points de Compétences qui s'obtiennent en éliminant des généraux ennemis. Le personnage peut alors évoluer sur sa « Grille de talents » et se voir attribuer des capacités spéciales, comme l'invulnérabilité aux attaques élémentaires ou encore l'augmentation de la jauge de vie. Pour faire évoluer ses statistiques brutes, le personnage devra ramasser les objets évolutifs que laissent les généraux vaincus derrière eux (une épée pour l'attaque, un bouclier pour la défense, et des Dim Sum pour la vie).
L'une des autres nouveautés de cet opus, c'est la séparation de la fameuse jauge musou en plusieurs parties qui permet l'apparition d'une seconde attaque musou par personnage au lieu d'une seule et unique. Certaines deuxièmes attaques musou peuvent s'exécuter en plein air, du jamais vu auparavant dans la série, et s'obtient sur la grille des talents du personnage.

## Personnages
Wei :
- Xiahou Dun
- Dian Wei
- Xu Zhu
- Cao Cao
- Xiahou Yuan
- Zhang Liao
- Xu Huang
- Zhang He
- Zhen Ji
- Cao Ren
- Cao Pi
- Pang De
- Cai Wenji (Apparaît dans Dynasty Warriors Strike Force 2)
- Jia Xu (Nouveau personnage)

Shu :
- Zhao Yun
- Guan Yu
- Zhang Fei
- Zhuge Liang
- Liu Bei
- Ma Chao
- Huang Zhong
- Jiang Wei
- Wei Yan
- Pang Tong
- Yueying
- Guan Ping
- Xingcai
- Liu Shan (Nouveau personnage)
- Ma Dai (Nouveau personnage)

- Guan Suo (Nouveau personnage)
- Bao Sanniang (Nouveau personnage)

Wu :
- Zhou Yu
- Lu Xun
- Taishi Ci
- Sun Shangxiang
- Sun Jian
- Sun Quan
- Lu Meng
- Gan Ning
- Huang Gai
- Sun Ce

- Da Qiao
- Xiao Qiao
- Zhou Tai
- Ling Tong
- Ding Feng (Nouveau personnage)
- Lianshi (Nouveau personnage)

Jin : (Nouvelle faction)
- Sima Yi
- Sima Shi (Nouveau personnage)
- Sima Zhao (Nouveau personnage)
- Deng Ai (Nouveau personnage)
- Wang Yuanji (Nouveau personnage)
- Zhong Hui (Nouveau personnage)
- Zhuge Dan (Nouveau personnage)
- Xiahou Ba (Nouveau personnage)
- Guo Huai (Nouveau personnage)

Autres :
- Diao Chan
- Lu Bu
- Dong Zhuo
- Yuan Shao
- Zhang Jiao
- Meng Huo
- Zhurong